# Jiajing-kejsaren
Jiajingkejsaren (嘉靖帝; Jiājìngdì), personnamn Zhu Houcong (朱厚熜); Zhū Hòucōng), född 1507, död 1567, var den kinesiska Mingdynastins elfte kejsare och regerade 1521 till 1567.
Kejsar Jiajings var mycket kontroversiell och hans extrema åtgärder skapade många konflikter och problem.

## Biografi

### Tronföljdsproblematiken och Stora ritualkontroversen
Zhu Houcong föddes 1507 i Anlu härad i Hubei. Han var den fjärde sonen till Zhu Youguan, Prins Xian av Xing (兴献王), och han var barnbarn till den avlidna kejsar Chenghua Han var även kusin till sittande kejsar Zhengde.
Kejsar Zhengde avled på våren 1521 och saknade egna arvingar, och saknade även levande farbröder. Såsom Mingdynastins tronföljdsordning var utformad saknades direktiv för vem som skulle ärva tronen vid en situation som denna. Den inflytelserika tjänstemannen Yang Tinghe upphöjde, tillsammans med Änkekejsarinnan Zhang, Zhu Houcong till tronarvinge. Han tillträdde tronen som kejsare sommaren 1521. Zhu Houcong regerade under eran Jiajing, vilket också är det namnet han ofta är känd under.
Som första åtgärd efter att ha tillträtt tronen avrättade och straffade kejsar Jiajing flera av sin föregångares närmsta män på grund av deras korruption. Han gjorde även flera åtgärder för att kompensera de som drabbats av det föregående hovets övertramp. Han friställde även mer än 100 000 arbetare som tvingats till militärtjänst. Detta ledde till en pyrande konflikt mellan kejsaren och hans hov som blommade ut 1524 i vad som blivit känt som Stora ritualkontroversen (大礼议). Konflikten hade sitt ursprung i ritualerna kring tronföljdsproblematiken när kejsaren tillsattes. Tongivande bland kejsarens motståndare var Zhang Fujing som med hänvisning till Riternas bok hävdade att kejsaren måste bli adopterad av legitima tronarvingar för att själv kunna bli en rättmätig kejsare. Kejsar Zhengde upphöjde sina föräldrar med kejserliga titlar för att legitimera sin egen position, och fängslade stora mängder av meningsmotståndare.

### Tiden som regent
Under den nya kejsarens första år visade ha stort engagemang för att styra landet, men hans intresse för politiken minskade snart. Även hans hälsa blev sämre. I Jiajings hov utmärkte sig premiärminister Yan Song, som dominerade landets styre i mer än 20 år. Yan Song prioriterade inte försvaret av landets gränser och den militära kapaciteten underhölls inte, och landet drabbades av dels japanska pirater till havs och upprepade anfall från norr av den mongoliska ledaren Altan khan. Stadsfinanserna gick också dåligt och i fler regioner gjorde svältande folkgrupper uppror, och dess ledare utropade sig som kungar och kejsare.
Under 1553 färdigställdes en yttre stadsmur runt Pekings södra stadskärna. 1565 utfärdade tjänstemannen Hai Rui en starkt kritisk inaga mot mot hur kejsaren försummat hovet under tjugo år. Beredd på konsekvenserna hade Hai Rui redan förberett sin begravning. Hai Rui fängslades och torterades för att få honom att erkänna om det fanns fler inblandade i en konspiration mot kejsaren. Hai Rui överlevde, och frigavs som en hjälte efter att kejsaren avlidit.
Kejsaren reviderade verken Yongleencyklopedin (永乐大典) och Mings samlade stadgar (大明会典).

### Taoismen
Kejsar Jiajing högaktade de tidiga daoistiska filosoferna och värdesatte dess utlärningstraditioner och han uppförde flera daoistiska tempel och monument. Hans huvudsakliga intresseområde inom daoismen var lärans magiska sidor där han fokuserade på jakten på långt liv och fertilitet. Under 1530-talet tog hans engagemang kring daoismen så mycket av hans tid att han ignorerade arbetet med hovet och politiken.
Han experimenterade både med odödlighetselixir genom alkemi och sextekniker. De olika kemikalierna han åt för att förlänga sitt liv försämrade hans hälsa och påverkade hans personlighet vilket gjorde att många i hans närhet fruktade och hatade honom, vilket ledde till ett mordförsök 1542 känt som Palatskvinnornas uppror, där hans haremskvinnor försökte strypa honom.

## Död och begravning
Kejsaren avled i januari 1567 efter att ha regerat i 45 år.
Det är sannolikt att kejsaren avled på grund av den medicin som var tänkt att ge förlängt liv.
Kejsar Jiajing begravdes i Yongling som är en del av Minggravarna norr om Peking. I Yongling var redan tidigare kejsarinnan Fang och kejsarinnan Du begravda, och i samband med kejsarens död flyttades även hans tidigare avlidna kejsarinnan Chen till Yongling.
Han fick det postuma namnet Kejsare Su (肅皇帝) och tempelnamnet Shizong (世宗).
Han efterträddes efter sin död av sin son, som regerades om Longqing-kejsaren.

## Regeringsperioder
- Jiajing (嘉靖), 1522–1567[1]